# コルヴェジ
コルヴェジ（Kolwezi）は、コンゴ民主共和国南東部のルアラバ州の州都。
2004年時点の人口は45万6446人。

## 地理
カタンガ州に位置している。
約65km南西はザンビア国境。
近隣の都市としては、約120km東のリカシ、130km西のムチャチャが挙げられる。

## 歴史
1978年には、第二次シャバ紛争において反政府勢力であるコンゴ解放民族戦線（FNLC）の軍隊がアンゴラのMPLA政権の支援を受けて侵入し、街を占領した。
当時、街には2000人以上の欧米人が居住しており、事実上FNLCの捕虜となった。
同年5月19日、フランス第2外人落下傘連隊が旧宗主国であるベルギー軍へ通告を行わないまま市内へ降下を開始。コルヴェジ空港では戦闘が行われ駐機されていた航空機やヘリコプターなどが破壊された。次いでベルギー、イギリス等も順次軍事介入を行った。FNLCからコルヴェジは解放したものの、多くの犠牲者をだした。

## 産業
豊富な地下資源が埋蔵されている地域で鉱業が盛ん。
特に銅やコバルトの産地として知られる。